# Apocephalus curtinotus
Apocephalus curtinotus är en tvåvingeart som beskrevs av Brown 2000. Apocephalus curtinotus ingår i släktet Apocephalus och familjen puckelflugor. Inga underarter finns listade i Catalogue of Life.